# Port lotniczy Yandina
Port lotniczy Yandina (IATA: XYA, ICAO: AGGY) – port lotniczy położony w Yandina, na wyspie Mbanika (Wyspy Salomona).